# Francisco Gattorno
Francisco Alejandro Gattorno Sánchez (Santa Clara, 12 de outubro de 1964) mais conhecido como Francisco Gattorno, é um ator de cinema e televisão nascido em Cuba, famoso por suas atuações em países como México, Colômbia e Estados Unidos.

## Biografia
Sua carreira artística teve início no ano de 1984 quando participou do filme Una novia para David, em Cuba. Entre 1988 e 1993, realizou os filmes El verano de la señora Forbes, Papeles secundarios, Los perritos tienen hambre e Sueño tropical, também a mini série Me alquilo para soñar todas essa obras em seu país natal.
Em 1994 Francisco atuou no longametragem cubano intitulado Fresa y chocolate dirigido por Juan Carlos Tabío e Tomás Gutiérrez Alea, nesse mesmo ano, ele é convidado para atuar em sua primeira telenovela e como o protagonista na telenovela La dueña interpretando a José María junto as atrizes Angélica Rivera e Cynthia Klitbo, o sucesso inesperado da telenovela lhe deu projeção tanto no México como em vários países, permitindo que Francisco figurasse mais no meio artístico.
No ano de 1996 ele recebe outro convite para atuar na telenovela Cañaveral de pasiones com um dos personagens principais interpretando Juan de Dios juntamente com Daniela Castro e Juan Soler, este trabalho se torma outro sucesso em sua carreira. No mesmo ano realizou uma participação especial na telenovela Tú y yo do produtor Emilio Larrosa, ratificando assim a atenção que Francisco já havia conquistado de vários produtores importantes do meio televisivo. Em 1998 atuou no filme Engaño Mortal e também teve papel de protagonista na telenovela Preciosa.
Em 1999 Francisco volta oa cinema e atua no filme Entre la tarde y la noche de Óscar Blancarte que foi protagonizada por Angélica Aragón. Ainda esse mesmo ano protagoniza a telenovela Laberintos de pasión a lado de Letícia Calderón e César Évora.
Em 2000 ele teve sua primeira atuação em Hollywood com filme de Before Night Falls interpretando a Jorge Camacho. No mesmo ano ele teve papel estelar em El noveno mandamiento telenovela em que atuou novamente com a atriz Daniela Castro.
No ano de 2001 e com permissão de Televisa protagonizar na Colombia a telenovela Amantes del desierto junto a atriz Maritza Rodríguez. Em 2003 se integra ao elenco da telenovela juvenil Clase 406, após a saída de Jorge Poza interpretando um professor suplente dentro da história.
Em 2004 Francisco participou do Las Lloronas e realizou seu primeiro trabalho como apresentador no programa de televisão Escándalo del mediodía para a rede Telefutura. No ano seguinte em  2005 interpreta Roberto no filme sobre imigrantes La migra.
En 2006 realizou sua primeira telenovela para a rede Telemundo, Tierra de pasiones contracenando com os atores Gabriela Spanic e Saúl Lisazo, também no mesmo ano foi protagonistaa junto a Itatí Cantoral na telenovela La Viuda de blanco com a qual concluiu seu contrato com a emissora, e com a que decidiu dar um recesso em sua carrera artística até o ano de  2009 quando filmou o filme Chance no Panamá e Sin ella no México.
Em abril de 2009 Francisco retorna a Televisa, para o elenco da telenovela Mi pecado, telenovela protagonizada por Maite Perroni e Eugenio Siller, nela Francisco interpretou Rodolfo Huerta papel que seria do ator Ernesto Laguardia.
Já em janeiro de 2010 ele integra o elenco da telenovela juvenil Atrévete a soñar interpretando o pai de uma das personagens principais na trama.
Francisco esteve casado entre 1995 e 1997 com a atriz mexicana Cynthia Klitbo, eles atuaram juntos em La dueña em 1995. Desde 1999 se encontra casado con a bailarina cubana Belmaris González com quem tem duas filhas Isabella e Carolina Alicia.

## Trajetória

### Televisão
- Amor amargo (2024) - Jaime Jiménez
- Amores que engañan (2022-2023) - Marcel / Rafael
- La desalmada (2021) - Antonio Estudillo
- El Señor de los Cielos (2018) - Gustavo Casasola Castro
- Por amar sin ley (2018) - Damián Álvarez
- Hijas de la luna (2018) - Alberto Centeno Torres
- El bienamado (2017) - Jesús Tranquilino "Chuy Muertes"
- Mujeres de negro (2016) - Lorenzo
- Muchacha italiana viene a casarse (2014) - Aníbal Valencia
- Lo que la vida me robó (2013-2014) - Sandro Navarrez
- Amores verdaderos (2012-2013) Santino "Salsero" Roca
- Abismo de Pasión (2012) - Braulio
- Atrévete a soñar (2010) - Carlos Rincón
- Mi pecado (2009) - Rodolfo Huerta
- La viuda de Blanco (2006-2007) - Sebastián Blanco Albarracin
- Tierra de pasiones (2006) - Pablo González
- Corazones al límite (2004) - Lic. Mendoza
- Clase 406 (2002-2003) - Santiago Cadavid/Luis Felipe Villasana
- Cómplices al rescate (2002) - Alberto del Río
- Amantes del desierto (2001-2002) - Andres Bustamante
- El noveno mandamiento (2001) - Rodrigo Betancourt
- Laberintos de pasión (1999-2000) - Pedro Valencia
- Precisa (1998) - Álvaro San Román
- Tú y yo (1996-1997) - Ricardo
- Cañaveral de pasiones (1996) - Juan de Dios
- La dueña (1995) - José María Cortez

## Prêmios e nomeações

### Prêmios ACE Nova York
| Ano  | Categoria             | Telenovela            | Resultado |
| ---- | --------------------- | --------------------- | --------- |
| 1997 | Melhor ator masculino | Cañaveral de pasiones | Ganhador  |
| 1996 | Melhor ator revelaçã  | La dueña              | Ganhador  |

### Prêmios TVyNovelas Colômbia
| Ano  | Categoria                         | Telenovela           | Resultado |
| ---- | --------------------------------- | -------------------- | --------- |
| 2000 | Melhor ator masculino estrangeiro | Laberintos de pasión | Ganhador  |

### Prêmios El Heraldo do México
| Ano  | Categoria                | Telenovela | Resultado |
| ---- | ------------------------ | ---------- | --------- |
| 1996 | Melhor ator protagonista | La dueña   | Ganhador  |
| 1996 | Melhor ator revelação    | La dueña   | Ganhador  |